# Kim Jun-yeop
Đây là một tên người Triều Tiên, họ là Kim.
Kim Jun-Yeop (tiếng Hàn: 김준엽; sinh ngày 10 tháng 5 năm 1988) là một cầu thủ bóng đá Hàn Quốc thi đấu ở vị trí tiền vệ và tiền đạo cho Bucheon FC.